# William Longespée
William Longespée, Salisbury 3. grófja (1167 vagy azelőtt - 1226. március 7.) (nevének jelentése „Hosszú kard”, latinul de Longa Spatha) a Plantagenêt-házból származó angol-normann nemes. II. Henrik angol király törvénytelen gyermekeként született, így többek között I. Richárd és János király féltestvére volt. A történelmi munkák elsősorban az angol csapatok feletti parancsnokságáról emlékeznek meg a dammei csatában, és arról, hogy hű maradt féltestvéréhez, János királyhoz. A „Longespée” becenevet általában úgy értelmezik, hogy az a nagy testmagasságára és az általa használt túlméretezett fegyverekre utal.

## Élete

### Korai évei
Vilmos II. Henrik angol király törvénytelen fiaként jött a világra. Édesanyja személyazonossága sokáig ismeretlen volt, egészen addig, amíg fel nem fedeztek egy oklevelet, amelyet Vilmos adott ki, és amely a következőket említi: „Comitissa Ida, mater mea” (Ida grófnő, az anyám) Ez Ida de Tosnyra utalt, a híres Tosny (vagy Toesny) család egyik tagjára, aki 1181-ben hozzáment Roger Bigodhoz, Norfolk 2. grófjához.
Henrik király elismerte Vilmost fiának, és 1188-ban a Lincolnshire-i Appleby-t adományozta neki. Nyolc évvel később féltestvére, I. Richárd király feleségül adta őt Anglia akkori leggazdagabb örökösnőjéhez, korábbi nagy szövetségesük egyetlen lányához, Salisburyi Ellához, Salisbury 3. grófnőjéhez, és megajándékozta őt a grófi címmel és földjeivel.
Longespée (más néven Lungespée vagy Longsword) beceneve normann ősére és névrokonára, I. Hosszúkardú Vilmosra, Normandia második hercegére (uralkodott 928-942) utal, akitől apja, a király révén származott. Longespée gyermekkoráról, neveltetéséről vagy oktatásáról keveset tudunk, bár egy 1220-ban kelt levél, amelyet Longespée Hubert de Burgh-nak küldött, emlékeztet arra, hogy együtt nőttek fel, valószínűleg nemesi háztartásban nevelkedtek. Longespée 1188-ban apjától megkapta a Lincolnshire-i Appleby uradalmát, de csak féltestvére, I. Richárd uralkodása idején vált ismertté.
János király uralkodása alatt a gróf több fontos és ünnepélyes alkalommal is jelen volt az udvarban, és különböző tisztségeket töltött be: Wiltshire fő seriffje; Gascogne hadnagya; Dover őrnagya; és a Cinque Ports lord felügyelője; később pedig a walesi Marches felügyelője. 1213 körül Cambridgeshire és Huntingdonshire sheriffjévé nevezték ki.

### Katonai és politikai pályafutása
Az oklevelek tanúsága szerint Normandiában tartózkodott I. Richárd hadjáratai során, amikor II. Fülöp francia király visszaszerezte az angol király által elkobzott földeket, miközben az angol király a harmadik keresztes hadjáraton vett részt. 1205-ben Vilmost Poitou-ba küldték, hogy János fattyú fia, Geoffrey mellett egy kisebb lovagi sereg parancsnoka legyen, miután János egy teljes körű expedícióra vonatkozó terveit meghiúsították. Salisbury grófja a király 1210-1212-es walesi és írországi hadjáratainak parancsnoka volt, és Írország alkirályává nevezték ki John de Gray-jel, Norwich püspökével közösen, amikor a király 1210-ben Angliába távozott. Az uralkodó később a suffolki Eye települését is neki adományozta.
1213-ban Longespée egy nagy flottát vezetett Flandriába, ahol elfoglalta vagy megsemmisítette a Damme-nál vagy annak közelében horgonyzó francia inváziós flotta jó részét . Ez véget vetett az inváziós fenyegetésnek, de nem vetett véget az Anglia és Franciaország közötti konfliktusoknak. 1214-ben a Franciaországot megszálló német IV. Ottó, az angolok szövetségesének megsegítésére küldték. A gróf a sereg jobbszárnyának parancsnoka volt abban az évben a Bouvines-i csatában elszenvedett katasztrofális vereségükkor, ahol fogságba esett, miután Dreux-i Fülöp beauvais-i püspök a csata egy fontos pillanatában egy buzogánnyal leütötte.
Mire visszatért Angliába, a bárók között lázadás tört ki. Longespée azon kevesek egyike volt, akik hűségesek maradtak Jánoshoz, kivéve 1216-ban néhány hónapig. A Magna Carta Libertatum kibocsátásánál személyesen is jelen volt, majd a dokumentum aláírását követő évben lezajlott polgárháborúban a király déli hadseregének egyik vezetője volt. Ismét Wiltshire legfőbb seriffjévé nevezték ki, ezúttal életfogytiglan. Miután William Marshall-lal együtt felmentette Lincoln ostromát, Lincolnshire fő seriffjévé is kinevezték (Somerset fő seriffi tisztsége mellett) és Lincoln várának kormányzójává. Miután azonban a lázadók szövetségeseként a francia Lajos partra szállt, átállt az ő oldalára. Feltehetően úgy gondolta, hogy János ügye elveszett.
János halála és Lajos távozása után Longespée sok más báróval együtt csatlakozott János fiatal fiának, az immár angol király III. Henriknek az ügyéhez. A király kiskorúsága alatt befolyásos helyet foglalt el a kormányban, és Gascogne-ban harcolt, hogy segítsen biztosítani az angol kontinentális birtokok fennmaradó részét. 1217-ben Devon fő seriffjévé, 1224-ben pedig Staffordshire és Shropshire fő seriffjévé nevezték ki. Salisbury hajója 1225-ben Angliába visszatérve majdnem elsüllyedt egy viharban, és néhány hónapig a francia Île de Ré szigetén lévő kolostorban kapott menedéket.

### Halála

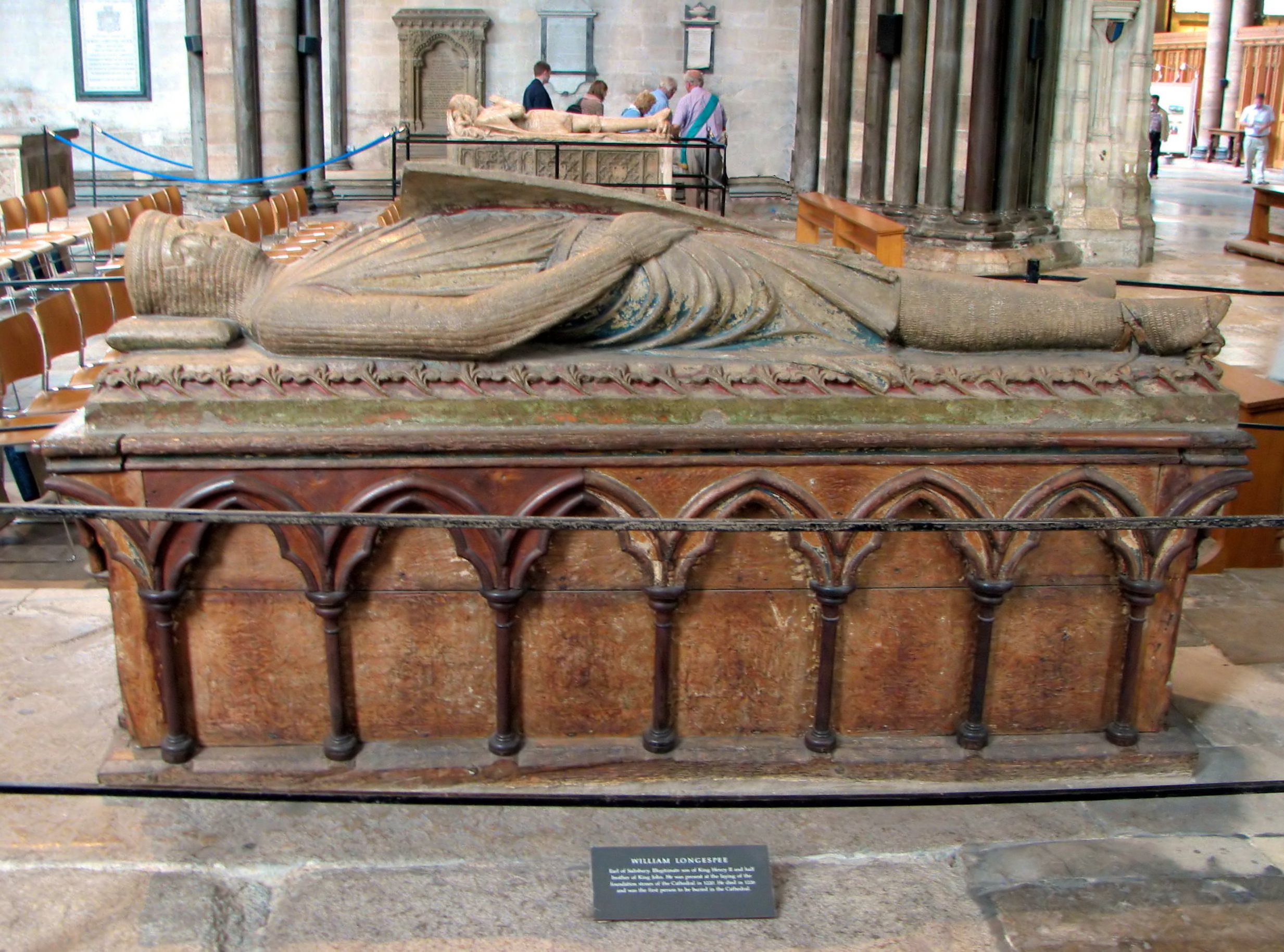
William Longespée sírja a salisburyi székesegyházban

Salisbury grófja nem sokkal Angliába való visszatérése után, 1226. március 7-én halt meg Old Sarum erődítményében, a mai Salisbury városának elődjében. Roger of Wendover azt állította, hogy Hubert de Burgh mérgezte meg, egy megbízható forrás azonban azt állítja, hogy „Roger of Wendover Flores Historiarumban szereplő beszámolóján kívül kevés bizonyíték van [a gyilkosságra].” A Wiltshire-i Salisburyben, az általa és felesége által alapított salisburyi katedrálisban temették el, ő volt a még épülő templomban eltemetett első személy. Sírját 1791-ben nyitották fel először. Bizarr módon egy patkány jól megőrzött tetemét találták meg a koponyájában, amely arzén nyomait hordozta, az állat maradványa jelenleg is megtekinthető a templom kiállításában.

## Kulturális öröksége
William Longespée és felesége sírköve jó állapotban fennmaradt,  és a salisburyi székesegyház négyezetében tekinthető meg. Nagy szerepe volt, hogy a Magna Charta egyik példánya ide kerüljön, a ma létező 4 eredeti oklevél közül a Salisburyben őrzött számít a legszebbnek. 1756-ból származó terrakotta szobra a wiltshire-i lacocki apátság nagy termében található. Feleségének, Ellának a képmása is megtalálható itt, míg több más szobor feltehetően a gyermekeiket ábrázolja.
Thomas Leland ír író 1762-es Longsword című regénye az ő életén alapult, amely maga is inspirálta Hartson Hall 1767-es The Countess of Salisbury című színdarabját, amelyet a londoni Haymarket Színházban mutattak be.

## Fordítás
- Ez a szócikk részben vagy egészben  a   William Longespée, 3rd Earl of Salisbury című angol Wikipédia-szócikk ezen változatának fordításán alapul.  Az eredeti cikk szerkesztőit annak laptörténete sorolja fel. Ez a jelzés csupán a megfogalmazás eredetét és a szerzői jogokat jelzi, nem szolgál a cikkben szereplő információk forrásmegjelöléseként.